# Амангельдиев, Рамазан
Рамазан Амангельдиев (август 1911 года, аул № 3 (Дугалинский с/совет), Батпаккаринская волость, Тургайский уезд, Тургайская область, Российская империя (ныне Амангельдинский район, Костанайская область, Казахстан — ноябрь 1941 года, д. Воронино, Ферзиковский район, Калужская область, РСФСР, СССР) — писатель, журналист, член ЦК ЛКСМ Казахстана, участник Великой Отечественной войны, красноармеец (рядовой автоматчик), участник битвы за Москву, старший сын легендарного героя казахского народа Амангельды Иманова.

## Биография
Родился в августе 1911 года в ауле № 3 (Дугалинский с/совет) Батпаккаринской волости Тургайского уезда Российской империи (ныне Амангельдинский район, Костанайская область, Казахстан). Казах по национальности. Происходит из кыпчакского (узун (узын)-кыпшак) племени Среднего жуза, из рода Бегимбет.
Отца и матери лишился в 1919 и 1920 году. С 1919 по 1929 год вместе с братом Шарипом находился на иждивении у дяди Амантая Удербаева, младшего брата Амангельды Иманова.
В 1919 году пошёл в сельскую школу, а в 1928 году окончил с/школу. К осени 1928 года он поехал учиться в город Оренбург, где проучился один год. В 1929 году не имел возможности возвратиться на учёбу и остался в ауле. С 1929 по 1931 год работал в колхозе Шагили-Тубек в качестве табельщика. В августе месяце 1931 года Рамазан А. по своему желанию опять поехал учиться в город Кзыл-Орду и поступил в кооперативный техникум, где проучился только до 1933 года. Вступил в комсомол. В 1933 году поехал в Алма-Ату по вызову родного брата и поступил в зооветинститут, но там учиться не пришлось, он был мобилизован в ряды Красной Армии ОКДВА с 1933 по 1935 год и служил в частях на Дальнем Востоке. К осени 1935 года Рамазан поступил в Алма-Ате в «Каз. КИЖ» (Казахский Коммунистический институт журналистики), где проучился по I/XI — 1938 года успешно закончив обучение. В 1937 году находился на производственной практике в редакции «Ленниншил Жас» с 1/VI по 1/VII 1937 года в качестве литсотрудника Отдела Искусств и образования, а 8/XII 1937 г. работал инструктором газеты «Турксиб» на станции Разъезд № 32 для освещения вопросов избирательной кампании. Проходил учебно-производственную практику в редакции газеты «Большевиктык жол» г. Кустанай с 15/VI по 15/VII 1938 года. Рамазан работал журналистом, был назначен с 1/XI 1938 по 1/VII 1940 ответственным редактором нового республиканского художественно-литературного журнала «Пионер», органа ЦК комсомола Казахстана. Будучи членом «Осоавиахима» в 1935—1938 годах сдал нормативы комплекса «Готов к ПВХО».
Как член Центрального Комитета Ленинского Комсомола Казахстана, он часто выезжал в командировки по письмам трудящихся, помогая им в сложных жизненных ситуациях. Читал лекции на различные просветительные темы, проверял работу комитетов по ликбезу, по снабжению продовольствием детских домов.

## Семья
Его отец легендарный батыр Амангельды Иманов (1873—1919).
Мать Рамазана — Раш Сайдалыкызы (1886—1920). Во время Тургайского восстания 1916 года, Раш возглавила женщин Тургая и упорядочила бытовую помощь солдатам (готовили еду, стирали их одежду и т. п.).
Родной младший брат Шарип Иманов (1914—2000) — гв. капитан (позже старший офицер), кадровый военный, кавалерист, участник Великой Отечественной войны, закончил войну в Венгрии, кавалер «Ордена Отечественной войны II-й степени» и «Ордена Красной Звезды» и др. медалей, Воин-интернационалист, участвовал в боях на Халхин-Голе, разведчик, командир разведывательной группы полка, истребил ни одну сотню фашистов. Участвовал в особо-секретных спецоперациях. Участвовал в боях за Донбасс, Запорожье, форсировал Днепр, освобождал Николаев, Одессу, Молдавию, Болгарию и Венгрию. Был знаком с участниками подпольной антифашистской организации «Молодая Гвардия» (Ниной Иванцовой и её старшим братом Дмитрием). Автор книг.
Двоюродная сестра (приемная дочь Амангельды Иманова) Макен Иманова (1904—1976) — председатель Шингсайского и Бестауского аул (сельских) советов Амангельдинского района, Кустанайской области. Участница восстания 1916 года.
Дедом был Удербай Иманов (1829—1879) со своими братьями и отцом принимал участие в походах Кенесары. Удербай, защищая своих родственников, получил тяжёлые увечья. В дальнейшем он от них и скончался.
Прадедом был Иман Дулатулы (1780—1847) — казахский батыр, полководец, возглавлял Тургайское войско хана Кенесары, был одним из "известных соратников вождя казахского национально-освободительного движения « Кенесары Касымова».
Прапрадеды Какай-батыр Бегимбетулы и Дулат-батыр Какайулы (XVIII век) — прославились в боях против джунгарских войск. Батыр Дулат вместе с братьями и отцом выступили во главе кыпчакского войска. От Дулата родилось девять сыновей, пятеро из них стали героями с копьями в руках и стали известны как «аул пяти батыров». Восьмого сына Дулата нарекли Иманом.
Предок Кобланды-батыр Токтарбайулы (XV век) — полулегендарный казахский батыр, герой эпоса, военачальник и сподвижник хана Узбекского ханства, чингизида Абу-л-Хайра. Принимал участие в политической жизни Ногайской Орды. Участвовал в походе на Казань. Выступал против персов и Казан-хана. Особенно отличился в сражениях против чатаидов и сефевидов (кызылбашей). Воевал с потомком Едиге батыра — Альшагиром. Одна из версий образования Казахского ханства связана с Кобланды, именно он стал причиной.
Женат на Букенбаевой Назире Ахметовне (1916—1985) (старший корректор издательства «Жазушы»). Имеет двух детей.
Сын Амангельдиев Батырлан Рамазанович (кандидат технических наук), ученое звание: Старший научный сотрудник (СНС), выпускник «МВТУ им. Баумана», математик-инженер, лейтенант запаса, был руководителем Лаборатории методов оптимизации Института математики и механики Академии наук КазССР в 80-х годах, в 1987-м году назначен заведующим «Лаборатории больших систем» (ЛБС), заведующий «Лабораторией компьютерного моделирования» (позже называлась лаборатория «Математического программирования»). Под его руководством были созданы большие программные комплексы: «Бассейн» (Э. Т. Оразов), «Элан» (И. А. Гоберник), «Кинетика» (В. Полывянный), «Локолюция» (С. Шмулев), «Векторная Оптимизация» (М. Шигаев). Эти комплексы были использованы при выполнении ряда хоздоговорных работ для Минэкологии, Минсельхоза и других ведомств. Вклад Б. Р. Амангельдиева в развитие теории и практики многокритериальной оптимизации в Казахстане очень существен. В середине 1990-х годов Б. Р. Амангельдиев переходит в «Институт стратегических исследований при Президенте РК». Принимал участие в разработке «Вычислительного центра коллективного пользования (ВЦКП)». Он — один из немногих специалистов по методам многокритериальных оптимизаций. Созданные под его руководством программные комплексы «Бассейн», «Элан», «Локолюция», «Векторная оптимизация» получили признание в научнотехническом обществе Казахстана. Под его руководством в 2000-х годах был создан первый компьютерный класс в «Казахской академии спорта и туризма (КазАСТ)» для цифровизации высшего образования в Казахстане, создал программу для подготовки и оценки знаний учащихся.
Дочь Амангельдиева Райхан Рамазановна (кандидат медицинских наук, доцент, врач-педиатр, член общества «Знание», вела пропаганду ЗОЖ в городах и областях КазССР, старший лейтенант медицинской службы запаса, постоянная участница «Всесоюзных, Республиканских, Городских научных конференций», автор научно-педагогических книг (автор научной и учебной литературы (научно-методических и учебно-методических)) и научных статей (тезисы), учебных пособий. Амангельдиева Р. Р. внесла весомый вклад в развитие и становление кафедры Спортивной медицины в «Казахской академии спорта и туризма (КазАСТ)».
Сват Сакбаев Сафидулла Калмагамбетович (1907—1993) — советский государственный, партийный и хозяйственный деятель, заслуженный юрист Казахской ССР, майор юстиции, депутат, первый и единственный председатель постоянной сессии Верховного Суда КазССР по Целинному Краю, председатель Целинного Краевого Суда, член Президиума Верховного Суда, член Верховного Суда Казахской ССР, участник Великой Отечественной войны, участник Жиздринской операции.

## Прощание с отцом
В книге «Журналисты в шинелях» под авторством М. Ивановой описывается прощание Рамазана с отцом:
Рамазан смутно помнит прощание с отцом. Это было в Тургайском уезде. Перед решающим походом батыр Амангельды выбрал время, чтобы заехать домой. Четырехлетний Рамазан прижался к отцу, да так и уснул, уложив свою голову на его широкой ладони. А лишь солнце бросило в окно первый луч, Рамазан поднялся и, увидев много конников, закричал что есть сил:
- Папа, папа, войско пришло!
Отец вскочил на коня, и Тургайская степь скрыла смелых джигитов.М. Иванова, «Журналисты в шинелях». – Алма-Ата, Казахстан, 1968, 248 стр.

## Профессиональная деятельность
Начинать писать можно, лишь изучив окружающую жизнь, ее непреложные законы, психологию, душу народа... – такую запись сделал Рамазан еще летом 1937 года, когда приехал на практику в газету «Лениншил жас».М. Иванова, «Журналисты в шинелях». – Алма-Ата, Казахстан, 1968, 248 стр.
Народная поэтесса Казахстана Мариям Хакимжанова хорошо знала Рамазана в довоенное время. В предисловии к книге-сборнику «Батырдың балалық шағы» («Юность батыра») (Алматы, Жалын, 1976) она вспоминает о том, что ещё в годы учёбы в КИЖе Рамазан опубликовал в республиканских газетах и журналах целый ряд публицистических материалов на различные темы, небольшие рассказы и сказки. В 1939 году он окончательно решил работать в жанре прозы.
Талантливый способный молодой журналист находился в состоянии поиска своего места на литературном поприще. С начала 1939 года он стал публиковать отрывки из повести «Батырдың балалық шағы», ориентированной на школьников… Интересный труд молодого писателя с большим удовлетворением был встречен читателями.

Художественное произведение нашло путь к сердцам читателей, было запоминающимся, обладало легким языком, продемонстрировало правдивое мастерство и большие перспективы автора.Мариям Хакимжанова, «Батырдың балалық шағы» («Юность батыра») (Алматы, Жалын, 1976).
Трудными и сложными путями шел я к тебе, моя профессия, - пишет Амангельдиев в тот период в своем дневнике.М. Иванова, «Журналисты в шинелях». – Алма-Ата, Казахстан, 1968, 248 стр.
Именно поэтому опубликованные Рамазаном материалы об Амангельды в 1939—1940 годах вошли в школьные учебники, несмотря на то, что повесть «Батырдың балалық шағы» целиком не была ещё завершена.
В 1939 году Амангельдиев Рамазан был избран в состав ЦК ЛКСМ Казахстана. В феврале 1939 года участвовал в работе Пленума ЦК ЛКСМ Казахстана. Несмотря на эти очевидные достижения в общественном положении Рамазан в 1940 году подал заявление об освобождении его от должности ответредактора журнала «Пионер». Решением бюро ЦК ЛКСМ Казахстана от 28 июня 1940 года он был освобожден от занимаемой должности. В характеристике, подписанной секретарем ЦК ЛКСМ Казахстана Мамбетовым, в частности сказано:
За время своей работы ответственным редактором журнала т. Амангельдиев показал себя исключительно с положительной стороны, значительно улучшил работу журнала…
Этот очень ответственный шаг в своей жизни был сделан Рамазаном потому, что работа над повестью целиком и полностью поглотила его. Чтобы погрузиться в свою любимую работу, он устроился инструктором в Республиканский дом творчества. Много дней и часов посвятил он изучению архивов. Значительную часть второй половины 1940 года он провел на родине в Амангельдинском районе, встречаясь и беседуя с сарбазами, с сотниками и тысячниками армии Амангельды. Вспоминая о той поре, Толеубай Идрисов в своей книге «Нұрлы Жол» (Алматы, Қазақстан, 1979) пишет:
Интересные беседы с нами проводил старший сын знаменитого батыра Амангельдиев Рамазан.  До этих встреч мы знали его заочно. Все мы читали журнал «Пионер», редактором которого он был… Мы быстро подружились с Рамазаном. Сын батыра, в то же время писатель-журналист, его приход в школу превращался в радостный для всех нас праздник.

## Дневник Отца
Амангельды Иманов начал вести книгу, когда ему было около 20 лет. Писал в ней справа — налево, по-арабски. Родословная была закончена в 1896 году, своих детей он включил дополнительно, задним числом.
На 197 странице «Родословной» имеется запись о рождении детей.
Год рождения Рамазана – Кабан, Шарипа – Барс.
Рождение детей. 22 августа 1911 года родился Рамазан, 15 числа месяца Рамазан, в пятницу к вечерней молитве. Мы в тот год переехали на зимовье в Догал. В 1914 году вернулись. 17 июня 1914 года во вторник на восходе солнца родился Шарип.Ш. Иманов, д-р ист. наук, профессор Х. Маданов, «Светлый образ Батыра». – Алма-Ата, Казахстан, 1986, 144 стр.
В 1919 году рукопись Амангельды Иманова была отдана на сохранение брату Амантаю Удербаеву (младший брат Амангельды Иманова) у которого Рамазан и Шарип находились на иждивении. В Родословной на одном из чистых мест есть заметки, сделанные старшим сыном Рамазаном за период 1919 года. В своих записях он описывал происходящие события и состояние хозяйства.
Полная рукопись с 1933 года находилась у Рамазана. Незадолго до войны её поделили и часть рукописи «Родословная» находилась у него вплоть до ухода в армию.
Рукопись Амангельды Иманова была поделена на две части. Первая часть — это чисто «Родословная рода Бегимбет». Вторая часть — «История царей и казахов» и дневниковые записи. Сейчас она находится в хранилище Центрального Государственного музея РК в г. Алматы.

## События до Великой Отечественной войны
В 1935 году с назначением в Алма-Ату в Казахский военный конный полк после окончания военной школы в Ташкенте прибыл молодой командир Бейсенов Лукпан. В этом же году он женился на Ибрагимовой Тамти. Тамти работала певицей на казахском радио. Вскоре в Алма-Ату для продолжения учёбы приехал младший брат Лукпана Бакир. Но на учёбу он не попал, так как был призван на военную службу. Он был направлен на службу в Казахский военный конный полк, где познакомился и подружился с Шарипом Имановым. Выяснилось, что Бакир учился в Кооперативном техникуме г. Кзыл-Орде вместе с Рамазаном и подружился там с ним. Ясно, что вскоре Лукпан и Тамти познакомились и подружились сначала с Шарипом, затем и с Рамазаном, а позднее и с супругой Рамазана Назирой.
Ибрагимова Тамти, вспоминая о начальных днях войны, рассказывает в своей книге:
До сих пор события того времени стоят у меня перед глазами, был конец июля. К нам прибежала со слезами на глазах Назира: «Рамазан собирается на войну». Мы заторопились попрощаться с ним, ведь уезжал он на кровавую войну…
Улицы заполнены людьми. С трудом протиснулись к воротам районного комиссариата. Комендантом комиссариата оказался капитан Рождественский, которого хорошо знал Лукпан. По просьбе Лукпана Рождественский отпустил Рамазана на один час для прощания. Вышли за ограду комиссариата, стали прощаться, из глаз безудержным потоком полились горячие слезы. Действительно, уезжал он не на свадьбу, тем не менее, Лукпан Назире: «Слезы при расставании создают тяжелую обстановку, потерпи, Наке». Но слезы Назиры и мои остановить было невозможно. Рамазан поднял голову, слегка улыбнулся, хотя и было не до смеха, и затем сказал: «Даже если битва будет продолжаться сорок лет, то умрут только те, кому уготовано это судьбой. Слезы не остановят смерть. Поэтому нужно воздержаться от них. Все мы хотим обеспечить будущность родной Отчизне, счастливую жизнь и свободу, не пожалеем своей крови, своих жизней, остановим и уничтожим врага.

«Бедный Рамазан! Если бы знали, что это последняя наша встреча. Хотя бы попрощались как следует».Ибрагимова Тамти, Мәңгіліл алау: Очерктер мен естеліктер. – Алматы, Қазақстан, 1983.

## Великая Отечественная война
Как журналисту Рамазану полагалась специальная бронь на освобождение от призыва в советскую армию. Рамазан отказался от брони и добровольцем ушёл на фронт. В Республиканской газете было опубликовано его заявление, что он как сын Амангельды Иманова, не имеет право находится в тылу. Рамазан был зачислен в стрелковый полк рядовым автоматчиком. Воинская закалка и военные знания, полученная Рамазаном в войсках Дальневосточного Края во время службы в 1933—1935 годах, что он принесёт Родине в это трудное время больше пользы в качестве стрелка-автоматчика. Эта мысль подтверждается тем, что 238-я стрелковая дивизия (в 1942 г. была преобразована в 30-ю гвардейскую стрелковую Рижскую Краснознамённую дивизию) квалифицировалась военными специалистами как кадровая.
Рамазан Амангельдиев служил в взводе автоматчиков 843-го Штеттинского Краснознаменного орденов Александра Невского и Кутузова III степеней стрелкового полка 238-й Карачевской Краснознамённой орденов Суворова и Кутузова II степени стрелковой дивизии в составе 58-го стрелкового корпуса САВО. В ноябре 1941 года 238-я стрелковая дивизия была передана в состав 49-й армии Западного фронта.
Вот что пишет о ней в своих записках бывший секретарь райкома партии А. Н. Малыгин:
Это была кадровая дивизия. Первые встречи, знакомство с ее командирами, политработниками и бойцами оставляли приятное впечатление. Дивизия развернулась на юго-западных подступах к городу. Ее штаб совместно с обкомом и горкомом партии приступил к разработке плана обороны Тулы. Появилась уверенность, что город будет надежно защищен.А. Потапов, П. Гладышев, Огненный путь. Алма-Ата, Казахстан, 1980.
Писатель-фронтовик В. Ванюшин в «Повести о комиссаре Груданове», вышедшей в 1988 году, размышляет: «Рамазан осознанно рисковал. Ведь был и другой вариант участия его в войне», о котором рассуждает один из героев повести:
Вот кого бы взять в редакцию дивизионной газеты! А он просто автоматчик. Вероятно, ни Груданов, ни Журавлев, ни комиссар полка Кошелев не знали, что в рядах этого полка находится совсем готовый политработник и журналист, имя которого многое значит, особенно для казахов.
Следует подчеркнуть, что Ванюшин В. — непосредственный участник событий, описанных в повести, он принимал участие в сражениях за Тулу и Алексин.
26 сентября 1941 года 238-я стрелковая дивизия отправилась в распоряжение командования Западного фронта..
Военное положение, сложившееся к концу третьего месяца войны, Газиз Абишев (гв. капитан, военный корреспондент газеты 3-го Белорусского фронта «Красноармейская правда» на казахском языке, военный переводчик, агитатор) характеризует следующим образом:
30 сентября 1941 года гитлеровское командование силами группы армий «Центр» начало наступление на Москву. В общей сложности в этой группировке насчитывалось до 77 дивизий, в том числе 14 танковых и 8 моторизованных. Ее поддерживал 2-1 воздушный флот, имевший в своем составе до 1000 самолетов.

Не считаясь ни с какими потерями, враг бешено рвался к Москве. На севере 14 октября он захватил город Калинин, на юге вступил в Тульскую область, в центре занял Бородино и 18 октября – Можайск. Над Москвой нависла серьезная опасность. Потребовались огромные усилия армии и всего народа, чтобы преградить врагу путь к столице и нанести ему сокрушительный удар.Газиз Абишев, Под Знаменем Родины, Воениздат, 1967, 212с.
Командир дивизии Г. П. Коротков в воспоминаниях пишет:
“Наша дивизия в первых числах октября вошла в состав 49-й армии (командовал ею генерал-лейтенант Захаркин, членом Военного совета был бригадный комиссар Литвинов) и получила задачу освободить окруженную (в районе Калуги) 5-ю гвардейскую стрелковую дивизию и в дальнейшем занять оборону на фронте Таруса, Алексин…
… В районах Тулы, Алексина 238-я стрелковая дивизия вела бои с частями 260, 131, 52-й и других дивизий 4-й немецкой армии. Дивизия занимала исключительно большой участок обороны по Оке с севера на юг, включая Алексин, и дальше, на юго-восток вдоль железной дороги до станции Суходол. На некоторые роты приходилось по пять километров. И на всем этом пространстве, напоминающем гигантский треугольник, шли тяжелые напряженные бои…

В районе города Алексин оборону держал 843-й стрелковый полк дивизии, в котором служил сын легендарного батыра казахского народа Амангельды Иманова – рядовой автоматчик Рамазан Амангельдиев." Газиз Абишев, Под Знаменем Родины, Воениздат, 1967, 212с.
Разведчики дивизии установили, что 260-я немецкая дивизия перебрасывается на серпуховское направление. Командир дивизии Г. П. Коротков на основе этих разведданных приказал перебросить на этот участок фронта 843-й стрелковой полк и первый дивизион 173-го гаубичного полка. Как только они прибыли в указанный им район, они тут же вступили в бои за село Воронино.
Солдаты лейтенанта М. Раджабова ворвались в село и завязали рукопашную. Дрались ожесточенно. Били прикладами, кололи штыками, душили руками. 
На другой день вновь сильный удар противник нанес по роте лейтенанта М. Раджабова. Первые атаки были отбиты, но, подтянув подкрепление, враг продолжал наседать. Большой группе противника, в конце концов, удалось проникнуть вглубь обороны и окружить ту часть бойцов подкрепления, где находился их командир… Гитлеровцы все уже сжимали кольцо. На выручку товарищам бросились политрук О. Матис, рядовые Р. Амангельдиев, Л. Крюков, С. Трухин, сержанты У. Полигонов и Ф. Рахматулин. Им удалось спасти командира роты и бойцов, попавших в беду. 

Только отбили эту атаку, как противник вновь перешел в наступление. Советские воины не дрогнули. Вот гитлеровцы окружили Рамазана Амангельдиева. Сын не посрамил памяти своего отца, легендарного руководителя восстания казахской бедноты в 1916 году, до последнего патрона отстреливался от врага.А. Потапов, П. Гладышев, Огненный путь. Алма-Ата, Казахстан, 1980.
Описание Геройского подвига и гибели сына Амангельды Иманова Рамазана Амангельдиева:
...Геройски сражался сын легендарного батыра казахского народа, руководителя восстания казахской бедноты в 1916 году против царского правительства, Амангельды Иманова – Рамазан Амангельдиев. 
     Рядовой автоматчик Амангельдиев, оказавшись один в окружении группы немецких солдат, принял неравный бой. Беспощадно, со злобой стрелял он по презренным врагам из своего автомата. До последнего патрона отбивался герой от нападавших немцев. Озлобленные упорством советского автоматчика, фашисты метнули в него гранату. Амангельдиев погиб, но он дорого отдал свою жизнь. Тринадцать вражеских трупов валялись вокруг него...Архив МО СССР, ф. 394, оп. 167805, д.3, лл. 1-12. Подлинник.
Документ датируется временем боев 843-го стрелкового полка 238-й стрелковой дивизии в районе Серпухова, то есть концом октября — серединой ноября 1941 года.
И сердце батыра уже не билось… Товарищи опоздали лишь на минуту. Они склонились над убитым героем. Молчание. Сын не посрамил памяти своего отца. В утреннем небе прозвучал прощальный салют.
По разным данным Рамазана после боя с воинскими почестями похоронили в братской могиле: у деревни Воронино; в городе Серпухове в 60 километрах от Москвы; поселок Мышеги на братской могиле воздвигнут строгий простой монумент. Его всегда украшают живые цветы. «Вечная память» — гласит короткая надпись на монументе.
Спустя годы после победы в Великой Отечественной войне, будучи в Алма-Ате, семью героя навестил одноармеец Жолдаспаев Темiр. Одно из воспоминаний было о героическом подвиге. На подступе к оборонительной линии занимаемым 843-м стрелковым полком по приказу «Ставки Верховного главнокомандования (СВГК)», к переднему краю обороны в направлении полка прорывался бронеавтомобиль. Рамазан Амангельдиев будучи в обороне, осмелев и со всей силы метнув противотанковую гранату уничтожил цель. Отметил, что он уничтожил ни один десяток фашистов.

## Первый бой («Фронтовая тетрадь»)
Отрывок из рассказа «Повесть о комиссаре Груданове» под авторством Василия Ванюшина (служил в 238-й стрелковой дивизии) описывающий подвиг Рамазана в первом бою:
«Неужели Рамазан Амангельдиев погиб?» — билась тревожная мысль, когда Березкин (работник редакции: корреспондент фронтовой газет, политрук) разыскивал в темноте избу, в которой обосновался штаб батальона.
Вмиг вспомнилась вся дорога от Тулы до Алексина. По случайности на марше он оказался рядом с Рамазаном Амангельдиевым, сыном Амангельды Иманова, легендарного героя казахского народа.
На привале, когда красноармейцы расселись, чтобы отдохнуть и перекусить немного, Березкин достал из полевой сумки завернутое в бумагу сливочное масло и хлеб. Вместе с маслом появилась узкая газетная полоска с неровным столбиком стихов. Рамазан заметил её.
— Стихами интересуетесь? — у него приятное, с мягким овалом лицо, внимательный взгляд умных глаз, в усмешке — удивительной белизны зубы. Правая рука сжимала широкий брезентовый ремень автомата.
— Пробую писать,— ответил Березкин.
Но на привале Березкин и Амангельдиев говорили не об этом, больше — о стихах. Когда раздалась команда «встать!», Рамазан предложил:
— Обменяемся автографами.
— Как? — не понял Березкин.
Вместо ответа Рамазан вынул из автомата диск, пальцем вытолкнул себе на ладонь тяжелый патрон и протянул его Березкину. Патроны к автомату и к пистолету — одни и те же. Березкин достал патрон из своего пистолета, и они обменялись.
— Такие автографы не берегут— сказал Березкин.
— Да, цель совсем иная.
Тогда Березкин подумал, что при встрече с Грудановым (комиссар стрелковой дивизии) в удобный момент непременно замолвит словечко за Рамазана. Но пока такого случая не подвернулось.
На улице Березкин столкнулся опять с тем же редко-усым казахом и спросил:
— Что с Амангельдиевым?
— Пропал Рамазан. Нигде нету, — ответил казах растерянно.
— Что каркаешь, дурак! —ругнул проходивший мимо боец. — Я видел Амангельдиева в штабе батальона, вон в той избе.
Березкин сорвался с места. В штабе батальона он увидел Есентаева (политрук роты), комбата Лучина и среди автоматчиков — Амангельдиева.
Рамазан почернел лицом, осунулся и, весь мокрый, никак не мог согреться. Лучин ходил упругим шагом спортсмена, рассказывал о прошедшем бое, то и дело ввертывая крепкие словца.
— Амангельдиев в речку залез. По шею в воде…
— Зачем?.. — нерешительно спросил Березкин и осекся, боясь услышать о Рамазане плохое.
— Незаметно подобрался к немецкому пулеметчику и разделал, как бог черепаху.
Рамазан сидел, сжавшись. Только когда принесли чай, он оживился и рассказал Березкину о себе. Он говорил тихо и доверительно, как другу. Берзкин не вынимал блокнота, старался запомнить каждое слово, чтобы записать после.
«Какое сегодня число? Забыл. Семнадцатое или восемнадцатое — аллах ведает. Когда лейтенант Лучин спросил меня об этом, я ответил: какого-то мартобря. Он удивленно посмотрел на меня — то ли не понял, то ли подумал, что я умом тронулся. Тут можно забыть не только число, но и месяц. Ранняя весна или поздняя осень? Март или октябрь? Деревья голые, дождь холодный, земля неуютная.
Комбат держал наш взвод автоматчиков с одним ручным пулеметом поближе к себе. Бакен был ещё со мной. Помнишь высокого пожилого казаха? Он на привале отказался есть из банки свиную тушенку и ты угостил его сливочным маслом… Батальону не дали артиллерии. Темир, минометчик, мой земляк, доложил капитану, что мины кончились. Капитан пытался вызвать штаб полка, связь оборвалась. Он сидел прямо на сырой земле, дул в телефонную трубку и нервничал. Я видел, как он дернул головой и упал навзничь. Мы подбежали. У него вместо левого глаза — кровавая ямка… Снайперский выстрел.
Могилу выкопали тут же, неглубокую, по колено. Документы капитана Козлова взял лейтенант Лучин. Тогда он и спросил, какое число. По календарю число было все то же, первый день боев. Другое число, то есть количество убитых, росло. Рядом с капитаном мы похоронили Бакена.
Немцы донимали нас пулеметами. На чердаках сидели снайперы. Один пулемет стрелял с фланга, из-за речки, держал под огнем дома, которые мы заняли, и дорогу к лесу, и по ней нельзя было пройти, там гибли телефонисты, санитары и раненные, не пробравшиеся в тыл.
— Жалмауыз! (каз. Чудовище, людоед!) Иттің баласы!… — Ругались казахи. — Вот гад! В гроб… — слышалась русская брань. Все проклинали этот немецкий пулемет.
Что пользы от проклятий? Его надо было уничтожить. А как? Мины кончились. Можно лишь гранатой или пулей. Но кто возьмется?
Лучин, Есентаев и другие посмотрели на меня. Они не приказывали. Послать с автоматом против пулемета — отправить на верную смерть. Поэтому они ничего не говорили и переглядывались.
Мне было неловко. Я догадывался, что у них на уме. Или это было мое предположение? Но они смотрели на меня — это точно.
Люди утверждают, что лицом я похож на мать. Моих товарищей не лицо интересовало, а сердце. Отцовское ли оно? Слава взлетела соколом, сын не должен ползать черепахой, и как панцирем, прикрываться его именем.
Мне было восемь лет, когда враги схватили отца, бросили в тюрьму. Отец знал: скоро смерть. И послал на волю записку, на клочке бумаги сказал народу свои слова — все это я описал в повести об отце. Смысл послания: кровь за кровь.
После гибели отца осталась его винтовка. Я учился держать её, очень тяжелую, в руках, брал патроны, уходил подальше в степь и стрелял, научился поражать цель и замыслил отомстить за отца — кровь за кровь! Я решил расправиться с одним из главарей Алаш-орды. И готов был стрелять и убить, но старшие не дали: мал ещё браться за оружие.
А сегодня я увидел: гитлеровцы — враги русских полей и лесов, вольных казахских степей и гор — убили комбата Козлова, моего друга Бакена, многих наших убили. Кровь за кровь, смерть за смерть — вот смысл философии всей. Я должен был расправиться с тем пулеметчиком.
Я сказал громкие фразы? Признаюсь, внутренний голос говорил иначе: Амангельды — один, у него два сына, и каждому дана только одна жизнь. Разве мало людей в батальоне? Почему именно тебе рисковать?..
Но я не послушался этого голоса, отдал автомат Темиру и взял пулемет («Дегтярев пехотный») Бакена; приклад, кажется, еще хранил тепло его больших ладоней.
Немец ловко маскировался. Стрелять с открытой позиции, как это делал Бакен, – на себя огонь навлечь. Я взял к пулемету еще один магазин, а он похож на щит воина из казахского эпоса – круглый, небольшой. Этот, запасной, я поместил на груди под шинелью, скатился под берег и вошел в речку. Вода ледяная, дыхание захватило. Ненависть подогревала меня, и я брел, приподняв пулемет, тихо выбрался на берег и выглянул из кустов.
Тут я хорошо увидел врага, видел его сбоку. Он был в каске, лежал за пулеметом и строчил.
Я медленно выдвинул «ручник» Бакена, установил на сошки. Вот так, с подставки, я когда-то стрелял из тяжелой отцовской винтовки в воображаемого врага. И если тогда умел, то теперь промаха не должно быть. После короткой очереди немец выгнулся и упал лицом в землю. Я опустился под берег, прошел немного возле воды, опять поднялся и посмотрел. К умолкнувшему пулемету ползком крался другой немец, этот был в пилотке, и я прицелился в голову.

Больше ни один из них не отважился приблизиться к оставленному пулемету. Но я не уходил и весь продрог.
 Уже не верилось, что совсем недавно надо мной сияло горячее казахстанское солнце. У нас ведь и в октябре бывает жарко…»
Вот так уложился в голове Берзкина рассказ Рамазана о первом бое.

## Публикации
- Р. Аманкелдиев. Книга-сборник «Батырдың балалық шағы» («Юность батыра») / М.Хакімжанова мен Н. Бөкенбаева. — Алма-Ата: "Жалын", 1976г. — 103 с.
- Многие произведения Рамазана Амангельдиева, опубликованные в ежедневной печати и журналах того периода, до сих пор полностью не собраны.
- Его рассказы и журнальный вариант повести «Детство батыра», в которых мастерски и с предельной искренностью описывалось национально-освободительное восстание, передавались из рук в руки, а отдельные отрывки вошли в школьные учебники.

## Память
- В вестибюле здания «Союза писателей Казахстана» г. Алматы в 50-х годах была установлена мемориальная доска, посвященная памяти погибшим на полях в Великой Отечественной войне писателям Казахстана. Одна из первых фамилий была указана Амангельдиева Рамазана.

Вечная слава погибшим в боях за Родину!
- Анна Мартова — портрет «Старший сын Амангельды — Рамазан» (1946).